# صوف (مغني)
صوف (بالأحرف اللاتينية Souf) هو مغني فرنسي من أصل مغربي . عمل سفيان نوحي بداية في إطلاق أغان أصلية وأداء لأغاني معروفة دارجة عبر قناة يو تيوب خاصته، وتعاون مع عدد من المغنين في فرنسا. ولقي نجاحا مهما عام 2014 في لائحة الأغاني الفرنسية المعروفة بـ SNEP بأغنية Baby من أداء Ridsa وبمشاركة صوف  تلاه توقيعه لعقد مع Monstre Marin Corp للرابر والمغني مايتر غيمس مع توزيع لـ Polydor / Universal
في فبراير / شباط 2016 أصدر صوف السينغل Mi Amor الذي دخل أيضا إلى لائحة الأغاني الفرنسية SNEP
ألبومه الأول Alchimie أصدره برعاية مايتر غيمس عام 2016